# Ludovico in Baviera
Ludovico Guglielmo di Wittelsbach (Monaco di Baviera, 21 giugno 1831 – Monaco di Baviera, 6 novembre 1920) nato Duca in Baviera, era membro di un ramo collaterale della famiglia Wittelsbach.

## Biografia
Ludovico (Ludwig Wilhelm) era il figlio primogenito del Duca Massimiliano Giuseppe in Baviera (noto come il "buon duca Max") e della Principessa Ludovica di Baviera, (figlia del re Massimiliano I Giuseppe di Baviera e della principessa Carolina di Baden). Fra i suoi fratelli e sorelle spiccavano: Elisabetta, imperatrice consorte d'Austria, e Maria Sofia, regina consorte delle Due Sicilie.
Il Duca in Baviera prestava servizio attivo nel IV reggimento cavalleggeri Konig ad Augusta. Era alto, snello e affascinante. Frequentando sovente l'ambiente del teatro e passando molto tempo in quel mondo, conobbe e si innamorò dell'attrice Henriette Mendel, figlia del cacciatore Adam Mendel e di Anna-Sofia Mueller, che il 24 febbraio del 1858 gli diede la prima figlia: Maria Luisa Elisabetta (che tanta parte ebbe nel dramma di Mayerling).
Il 9 maggio 1859 la coppia ebbe un altro figlio Carlo Emanuele (barone di Wallersee). Ludovico dovette rinunciare al diritto di primogenitura per sposare l'attrice e il matrimonio si celebrò il 19 maggio 1859, dopo che il re Massimiliano II di Baviera ebbe onorificato Henriette con il titolo di baronessa di Wallersee: in questo modo, i loro figli furono legittimati. Nel 1892, un anno dopo la morte della moglie, sposò Antonie Barth un'allieva del balletto dell'Hoftheater, lui aveva sessantun anni e la sposa ventuno.

## Ascendenza
|                                  |                                            |                                          | Genitori                                                   |  |  | Nonni |  |  | Bisnonni             |  |  | Trisnonni                         |  |
|                                  |                                            |                                          |                                                            |  |  |       |  |  | Guglielmo in Baviera |  |  | Giovanni di Birkenfeld-Gelnhausen |  |
|                                  |                                            |                                          |                                                            |  |  |       |  |  | Guglielmo in Baviera |  |  | Giovanni di Birkenfeld-Gelnhausen |  |
|                                  |                                            | Sofia Carlotta di Salm-Dhaun             |                                                            |  |  |       |  |  | Guglielmo in Baviera |  |  |                                   |  |
| Pio Augusto in Baviera           |                                            |                                          |                                                            |  |  |       |  |  | Guglielmo in Baviera |  |  |                                   |  |
|                                  |                                            | Maria Anna di Zweibrücken-Birkenfeld     | Federico Michele di Zweibrücken-Birkenfeld                 |  |  |       |  |  |                      |  |  |                                   |  |
|                                  |                                            | Maria Anna di Zweibrücken-Birkenfeld     | Federico Michele di Zweibrücken-Birkenfeld                 |  |  |       |  |  |                      |  |  |                                   |  |
|                                  |                                            | Maria Anna di Zweibrücken-Birkenfeld     | Maria Francesca del Palatinato-Sulzbach                    |  |  |       |  |  |                      |  |  |                                   |  |
| Massimiliano Giuseppe in Baviera |                                            | Maria Anna di Zweibrücken-Birkenfeld     |                                                            |  |  |       |  |  |                      |  |  |                                   |  |
|                                  |                                            | Luigi Maria di Arenberg                  | Carlo Maria Raimondo d'Arenberg                            |  |  |       |  |  |                      |  |  |                                   |  |
|                                  |                                            | Luigi Maria di Arenberg                  | Carlo Maria Raimondo d'Arenberg                            |  |  |       |  |  |                      |  |  |                                   |  |
|                                  |                                            | Luigi Maria di Arenberg                  | Louise Margarete de la Marck-Schleiden, Contessa di Vardes |  |  |       |  |  |                      |  |  |                                   |  |
| Amalia Luisa di Arenberg         |                                            | Luigi Maria di Arenberg                  |                                                            |  |  |       |  |  |                      |  |  |                                   |  |
|                                  |                                            | Marie Adélaïde Julie de Mailly           | Louis Joseph de Mailly, Marchese of Nesle                  |  |  |       |  |  |                      |  |  |                                   |  |
|                                  |                                            | Marie Adélaïde Julie de Mailly           | Louis Joseph de Mailly, Marchese of Nesle                  |  |  |       |  |  |                      |  |  |                                   |  |
|                                  |                                            | Marie Adélaïde Julie de Mailly           | Adélaïde Julie d'Hautefort                                 |  |  |       |  |  |                      |  |  |                                   |  |
| Ludovico in Baviera              |                                            | Marie Adélaïde Julie de Mailly           |                                                            |  |  |       |  |  |                      |  |  |                                   |  |
|                                  | Federico Michele di Zweibrücken-Birkenfeld | Cristiano III del Palatinato-Zweibrücken |                                                            |  |  |       |  |  |                      |  |  |                                   |  |
|                                  | Federico Michele di Zweibrücken-Birkenfeld | Cristiano III del Palatinato-Zweibrücken |                                                            |  |  |       |  |  |                      |  |  |                                   |  |
|                                  | Federico Michele di Zweibrücken-Birkenfeld | Carolina di Nassau-Saarbrücken           |                                                            |  |  |       |  |  |                      |  |  |                                   |  |
| Massimiliano I di Baviera        | Federico Michele di Zweibrücken-Birkenfeld |                                          |                                                            |  |  |       |  |  |                      |  |  |                                   |  |
|                                  |                                            | Maria Francesca di Sulzbach              | Giuseppe Carlo del Palatinato-Sulzbach                     |  |  |       |  |  |                      |  |  |                                   |  |
|                                  |                                            | Maria Francesca di Sulzbach              | Giuseppe Carlo del Palatinato-Sulzbach                     |  |  |       |  |  |                      |  |  |                                   |  |
|                                  |                                            | Maria Francesca di Sulzbach              | Elisabetta Augusta Sofia del Palatinato-Neuburg            |  |  |       |  |  |                      |  |  |                                   |  |
| Ludovica di Baviera              |                                            | Maria Francesca di Sulzbach              |                                                            |  |  |       |  |  |                      |  |  |                                   |  |
|                                  |                                            | Carlo Luigi di Baden                     | Carlo Federico di Baden                                    |  |  |       |  |  |                      |  |  |                                   |  |
|                                  |                                            | Carlo Luigi di Baden                     | Carlo Federico di Baden                                    |  |  |       |  |  |                      |  |  |                                   |  |
|                                  |                                            | Carlo Luigi di Baden                     | Carolina Luisa d'Assia-Darmstadt                           |  |  |       |  |  |                      |  |  |                                   |  |
| Carolina di Baden                |                                            | Carlo Luigi di Baden                     |                                                            |  |  |       |  |  |                      |  |  |                                   |  |
|                                  |                                            | Amalia d'Assia-Darmstadt                 | Luigi IX d'Assia-Darmstadt                                 |  |  |       |  |  |                      |  |  |                                   |  |
|                                  |                                            | Amalia d'Assia-Darmstadt                 | Luigi IX d'Assia-Darmstadt                                 |  |  |       |  |  |                      |  |  |                                   |  |
|                                  |                                            | Amalia d'Assia-Darmstadt                 | Carolina del Palatinato-Zweibrücken-Birkenfeld             |  |  |       |  |  |                      |  |  |                                   |  |
|                                  |                                            | Amalia d'Assia-Darmstadt                 |                                                            |  |  |       |  |  |                      |  |  |                                   |  |